# Sulcus lingualis
De sulcus lingualis is een hersengroeve in de grote hersenen van de mens. Deze groeve loopt door de gyrus lingualis en kan deze hersenwinding opdelen in een bovenste (gyrus lingualis superior) en een onderste deel (gyrus lingualis inferior). Deze hersengroeve loopt evenwijdig aan het hoofddeel van de sulcus calcarinus. In bijna alle hersenen komt er (aan elke kant) minstens één sulcus lingualis voor.

## Schorsvelden
De sulcus lingualis werd vroeger gezien als een groeve die de grens van area 17 (area striata) aangaf in de gyrus lingualis. Deze groeve werd daarom ook aangeduid met de naam sulcus limitans inferior areae striatae. Dat de sulcus lingualis gelijk liep met de ondergrens van area 17 werd al snel weersproken. Later onderzoek bevestigde dat er veelal geen duidelijke relatie bestaat tussen het verloop van de sulcus lingualis en de grenzen van de cytoarchitectonisch gedefinieerde area 17.

## Functie
De cellen van het schorsoppervlak van de sulcus lingualis zouden in de mens activiteit vertonen bij het zien van gebouwen.